# Wigudun, alma de dos espíritus
Wigudun, alma de dos espíritus es una película de 2022 de Panamá, dirigida por Fernando Muñoz y Raphael Salazar. Fue estrenada en junio de 2022, coincidiendo con el mes del Orgullo, en salas de cine panameñas.
El documental trata sobre la vida y la lucha de cuatro activistas de la comunidad transgénero panameña. Las protagonistas, Nandin, Yineth, Rosario y Débora, son integrantes del Grupo Wigudun Galu, una agrupación de personas Omeggid, denominación para el tercer género en el Pueblo Guna.
El título de la película hace referencia a Wigudun, un personaje mitológico fundacional con dos espíritus cuya leyenda ha sido transmitida por el pueblo guna.
La película fue seleccionada como una de las representantes de Panamá, junto con otras once producciones, para el Festival Ícaro 2022 de Guatemala.
En 2023, el documental participó en el 10º Festival Asterisco de Cine LGBTIQ+ en Argentina.